# Lymeon pulcher
Lymeon pulcher är en stekelart som först beskrevs av Dalla Torre 1902.  Lymeon pulcher ingår i släktet Lymeon och familjen brokparasitsteklar. Inga underarter finns listade i Catalogue of Life.